# I Won't Give Up
I Won't Give Up è un singolo del cantautore statunitense Jason Mraz, pubblicato nel 2012 ed estratto dall'album Love Is a Four Letter Word.

## Tracce
1. I Won't Give Up – 4:05

## Classifiche
| Classifica (2012) | Posizione raggiunta |
| ----------------- | ------------------- |
| Regno Unito       | 11                  |
| Stati Uniti       | 8                   |